# O Ritsusei
O Ritsusei (王 立誠, Ō Ritsusei en japonais, Wáng Lìchéng en chinois), né le 7 novembre 1958, est un joueur de go professionnel.

## Biographie
O Ritsusei est né à Taïwan en 1958, puis s'est déplacé au Japon en 1971 à l'âge de seulement 13 ans. Sous la direction de Kano Yoshinori, il est devenu professionnel un an plus tard.

## Titres
| Titre                 | Années                 |
| --------------------- | ---------------------- |
| Titres nationaux      | 18                     |
| Kisei                 | 2000 - 2002            |
| Judan                 | 2001 - 2004            |
| Oza                   | 1995, 1999, 2000       |
| Coupe Agon            | 1994                   |
| Coupe NHK             | 1997                   |
| Shinjin-O             | 1981                   |
| Kakusei               | 1989, 1993, 1999, 2000 |
| Shin-Ei               | 1983                   |
| Titres internationaux | 2                      |
| Coupe LG              | 1998                   |
| Coupe Chunlan         | 2000                   |